# Svalstaskogen
Svalstaskogen är ett naturreservat i Nyköpings kommun i Södermanlands län.
Området är naturskyddat sedan 2016 och är 42 hektar stort. Reservatet består av gran- och tallskog, hällmarker och även sumpskog av tall och lövträd.